# Chlorospingus flavigularis
Clorospingo-de-garganta-amarela ou saíra-de-garganta-amarela (Chlorospingus flavigularis) é uma espécie de ave da família Thraupidae.
Pode ser encontrada nos seguintes países: Bolívia, Colômbia, Equador, Panamá e Peru.
Os seus habitats naturais são: regiões subtropicais ou tropicais húmidas de alta altitude e florestas secundárias altamente degradadas.